# Max Švabinský
Max Švabinský (n. 17 septembrie 1873, Kroměříž - d. 10 februarie 1962, Praga) a fost un pictor, desenator și grafician ceh, profesor la Academia de Arte Grafice din Praga. Švabinský este considerat a fi unul dintre cei mai importanți artiști din istoria picturii cehe și a realizat o operă semnificativă în prima jumătate a secolului al XX-lea. El a fost oarecum neobișnuit printre artiștii moderniști prin faptul că activitatea sa a fost acceptată de către regimul comunist; aceasta s-a datorat, cel puțin în parte faptului că personalitatea sa artistică s-a format înainte de 1900, înainte de apariția cubismului.
El este membru fondator al Galeriei Hollar (SČUG Hollar), membru al cercului artistic Mánes (1902-1949), al Hagenbund (Viena) și al Societății Naționale de Arte Frumoase din Paris, curator al Moderní galerie din Praga. El a fost Doctor Honoris Causa al Universității Masaryk din Brno, profesor (și de opt ori rector) al Academiei de Arte Frumoase din Praga, profesor emerit pe viață al Școlii de Arte Aplicate din Praga, cavaler al Legiunii de onoare, decorat cu Ordinul Republicii, membru corespondent al Real Academia de Bellas Artes de San Fernando din Madrid și laureat al Premiului guvernului italian pentru colecția sa de acvaforte.

## Biografie
Max Švabinský s-a născut pe 17 septembrie 1873 în orașul Kroměříž. Tatăl său l-a abandonat, iar mama sa a trebuit să-l crească singură. A studiat pictura și artele grafice între 1891 și 1898 la Academia de Arte Frumoase din Praga. Încă din timpul studiilor, a fost considerat un pictor talentat și a fost însărcinat cu realizarea de portrete al unor scriitori și oameni de știință pentru sărbătorirea aniversării împăratului Franz Joseph I al Austriei. Anul 1899 l-a petrecut la Paris unde s-a inspirat din noile tendițe artistice.
Împreună cu Jan Preisler, Antonín Slavíček și Miloš Jiránek, a fost unul dintre fondatorii artei cehe moderne. Încă de timpuriu, Švabinský a arătat tendințe artistice orientate spre stilurile din acea perioadă precum realismul, simbolismul și Art Nouveau. Unele dintre cele mai importante lucrări ale sale au fost portrete sau picturi dedicate familiilor. 
În 1910 s-a căsătorit cu Ela Vejrychová, a cărei figură a fost reprezentată în mai multe portrete ale lui Max Švabinský. Cei doi soți au locuit adesea cu familia Vejrych la Kozlov, lângă Česká Třebová. Acolo el a fost inspirat de peisajul pitoresc. Aceasta este perioada în care a pictat unele dintre operele sale cele mai cunoscute. În Kozlov, la începutul secolului, el s-a ocupat sistematic de arta grafică, mai ales gravură și Mezzotinto. În anul 1911 cumnatul său s-a căsătorit cu Anna Procházková, care era fiica unui muncitor dintr-o oțelărie și, de aceea, familia nu a acceptat-o. Cu toate acestea, Max s-a îndrăgostit de ea și din 1914 au devenit iubiți. După mai multe peripeții s-au căsătorit în 1930.
Datorită calității superioare a artei sale grafice, a fost numit profesor la Academia din Praga în 1910 și în același an a finalizat picturile murale pentru Casa Municipală din Praga. În cadrul Sonatei Paradisiace din 1917, el și-a extins gama sa cu gravuri în lemn, timp în care activitatea sa grafică a început să depășească pictura. În anii 1930, el a avut șansa de a lucra în arta monumentală. După ce a realizat mozaicurile pentru Monumentul Național de pe Dealul Žižkov, el a pictat trei vitralii din Catedrala Sf. Vitus din Praga. În același timp, și cu aceeași calități grafice, Švabinský a fost capabil să proiecteze un timbru în miniatură. La prima ședință de guvern din 1945, el a fost distins cu titlul de „Artist Național”. 
Max Švabinský a murit pe 10 februarie 1962. Cabana din Kozlov (lângă Česká Třebová, Boemia de Est, Republica Cehă), unde a locuit Max Švabinský, a fost recent renovată, iar acum este deschisă pentru vizitatori. Interiorul arată la fel ca acum 100 de ani și multe dintre fotografiile lui Švabinský sunt expuse acolo. Turul poate fi efectuat atât în limba cehă, cât și în engleză. 
În 2012 a fost publicată cartea Světla paměti pe care a scris-o Zuzana Švabinská, fiica adoptivă a lui Max Švabinský.

## Opera
Švabinský a fost format de Maxmilián Pirner. El a devenit faimos pentru măiestria tuturor tehnicilor grafice: ulei pe pânză, litografie, mozaic, acuarelă, gravură, pastel, cărbune, creion, gravură cu dalta sau mezzotinto (invenție a lui Ludwig von Siegen), vitraliu (în special pentru Catedrala Sf. Vitus din Praga), drypoint, linogravură etc.
În ceea ce privește genurile, Švabinský a realizat picturi de toate felurile: portret, peisaj, ilustrații, picturi erotice, afișe, gravuri, desene animate tapiserii, timbre și bancnote.
Printre cele mai celebre picturi ale Švabinský se numără
- Peisaj sărac [Chudý kraj], 1900, ulei pe pânză, 179 x 246 cm
- Comuniunea sufletelor [Splynutí Duší], 1896, ulei pe pânză, 65,5 x 45,5 cm
- Portret în roz [Růžový portrét], 1898, ulei pe pânză, 152 x 135 cm
- Portret rotund [Kulatý portrét], 1897, ulei pe pânză, Ø 105,5 cm
- Camelia [Kamélie], 1903, tehnici mixte, 1220 × 607 mm